# Козицький Микола Григорович
Мико́ла Григо́рович Кози́цький (8 січня (20 січня за новим стилем) 1880, с. Сцібори, Подільська губернія, Російська імперія — 30 жовтня 1920, с. Кам'янка, Київська губернія, УСРР) — радянський державний і партійний діяч, член РСДРП(б), агітатор і пропагандист, учасник Жовтневого перевороту, міський голова Нижнього Новгороду (1918), голова Подільського губернського революційного комітету. Активний борець проти влади Української Народної Республіки, виконавець злочинної політики воєнного комунізму в Україні.

## Біографічні відомості
Народився в селянській родині 20 січня (за іншими даними — 24 січня) 1880 р. в с. Сцібори Ушицького повіту Подільської губернії (нині с. Сивороги Дунаєвецького району Хмельницької області). Працював вантажником та матросом в Одеському порту.
1905 р. — учасник революції 1905 р. в Одесі.
1907 р. — переховується за кордоном (Австрія, Німеччина, Англія) від урядових переслідувань.
1909 р. — вступає до РСДРП(б).
1910 р. — на партійній роботі в Києві, Катеринославі, Петербурзі. Стає студентом медичного факультету Київського університету св. Володимира.
1912 р. — виключений за революційну діяльність, арештований. Після звільнення працював в Петербурзі помічником в конторі Калашніковської біржі та лікарняній касі заводу «Siemens & Halske» (нині завод ім. Козицького).
1915 р. — 15 липня арештований, висланий на 4 роки до Іркутської губернії (Сибір) за антиурядову агітацію.
1917 р. — після Лютневої революції стає одним з керівників організації РСДРП(б) на заводі «Siemens & Halske», член Василеострівського районного комітету РСДРП(б) та ЦР фабзавкомів. Учасник Жовтневого збройного повстання в Петрограді, один з організаторів Червоної гвардії. Пізніше — член Пєтросовєту та ВЦВК.
1918 р. — міський голова (очільник міської ради та губвиконкому) м. Нижній Новгород.
1919 р. — виконує партійні завдання на Південному фронті РСЧА під час громадянської війни в Росії.

### Голова Подгубревкому

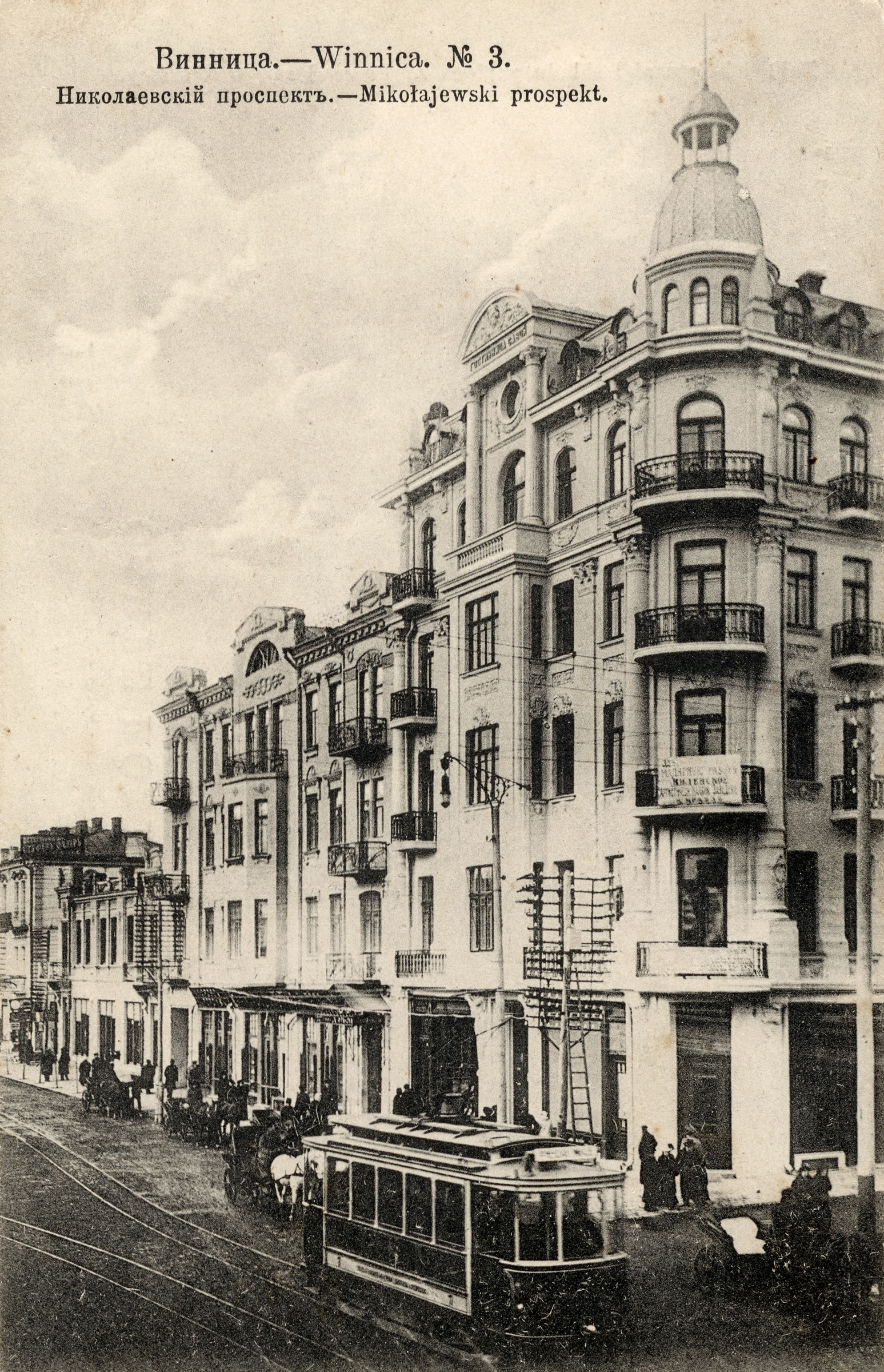
Готель «Савой» у Вінниці, де з серпня 1920 року перебував Подгубревком

24 лютого 1920 р. у м. Вінниця Микола Козицький очолив Подільський губернський революційний комітет — тимчасовий надзвичайний орган радянської влади, що зосереджував всю цивільну та військову владу в Подільській губернії. До складу органу також увійшли: М. Тарногродський, Чайка, Федоров та Семко.
Очолюваний ним орган проводить реєстрацію найзаможніших жителів губернії, в яких пізніше конфіскують майно на користь радянської влади.
Головний пріоритет в роботі Подгубревкому полягав у виконанні політики «воєнного комунізму», зокрема грабіжницької «продрозкладки». Це викликає масове невдоволення і шалений опір з боку селян. На адміністративно підпорядкованих теренах ревкому оперували повстанські загони Якова Гальчевського, Якова Шепеля, Ананія Волинця, проти яких велись активні бойові дії.
23-24 квітня 1920 р. у Вінниці червоними військами було придушене повстання вояків Червоної Української Галицької Армії (ЧУГА).
Подгубревком по-своєму піклувався за відбудову народного господарства краю. 9 квітня 1920 р. було прийнято спеціальне рішення у галузі охорони здоров'я, де пропонувалось приділити увагу боротьбі за чистоту міста та прилеглих районів, становищу лікарень, роз'ясненню причин та методів боротьби з поширеними тоді хворобами. Були відкриті безкоштовні школи грамоти, розпочато підготовку учителів для початкових і середніх шкіл. 11 квітня у Вінниці було відкрито робітничий клуб, відновила роботу губернська Комісія охорони та збереження пам'яток історії та мистецтва.
Понад два місяці (травень–червень) місто знаходиться під контролем військ ДА УНР, але внаслідок успішного контрнаступу червоних до міста 19 червня 1920 р. повертається радянська влада. Відповідно, відновлює свою діяльність Подгубревком на чолі з Козицьким.

### Обставини смерті
На початку осені 1920 р. українсько-польське союзницьке військо розпочинає вдалий контрнаступ. 18 вересня була прорвана оборона більшовиків в районі Кам'янця-Подільського. Побоюючись захоплення Вінниці, Козицький приймає рішення евакуювати Подгубревком до Гайсина. Але й там діяльності органу загрожують активні дії загону повстанського отамана Ананія Волинця. Наприкінці жовтня Козицький з делегацією вирушає з Гайсина до Харкова — тодішньої столиці радянської України.
Згідно з офіційною версією, Козицький разом з очільником Подільської губернської ЧК, В. І. Вільдгрубе (Соколовим) загинув в бою з петлюрівцями в с. Ка́м'янка (нині райцентр Черкаської області) 30 жовтня 1920 р.
Письменник, учасник Визвольних змагань та свідок фатального для М. Козицького бою, Юрій Горліс-Горський, у своєму історико-документальному романі «Холодний Яр» стверджував, що Козицький, потрапивши в засідку холодноярських повстанців, покінчив життя самогубством:

…Десяток рушниць уставилося «товаріщам» в очі.
Водій пірнув у авто. З-під керма виглядала лише його спина. Той, що розмовляв зі мною, зблід і збентежено підняв руки. Голова ревкому, зробивши жахливо-розпачливу міну, підніс праву руку і вистрілив собі в скроню з маленького «Браунінга», який тримав у рукаві.
Забравши в усіх зброю, впихаємо зв'язаного предгубчека на тачанку, а тіло губревкома перетягуємо на переднє сидіння….

## Пам'ять
В 1920-х роках одну з центральних вулиці Вінниці — вулицю Богдана Хмельницького — перейменували на честь М. Козицького. В 1976 році на цій вулиці, згідно з рішенням міськвиконкому, встановили його погруддя, яке демонтували під час подій Євромайдану 22 лютого 2014 року в межах акції «Антикомуністичний рейд».
Іменем Козицького в 1920-х було названо радіотехнічний завод у Ленінграді та радіозавод в Омську.
29 вересня 1970 року в Кам'янці-Подільському вулицю Спортивну перейменовано на вулицю Козицького.

## Цікаві факти

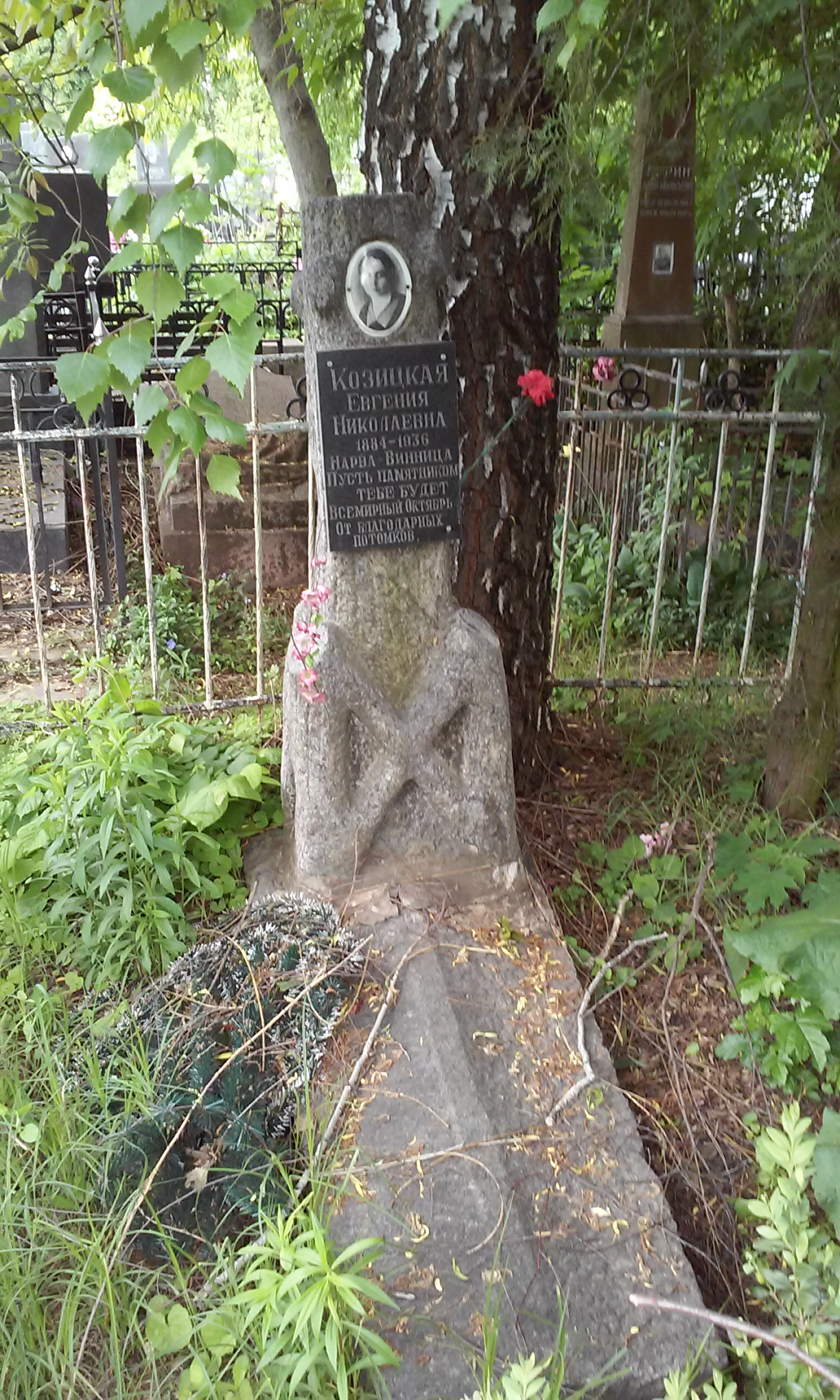
Могила Євгенії Козицької на Центральному кладовищі м. Вінниці

- у Вінниці родина Козицьких квартирувала в будинку отця Івана Шиповича — священика, педагога та відомого дослідника подільської старовини[4].

- Після смерті М. Г. Козицького його дружина Євгенія Миколаївна працювала медсестрою в міській Пироговській лікарні, згодом займала пост заступника завідувача губернського відділу охорони здоров'я. Похована на Центральному кладовищі. На її надгробному пам'ятнику висічений напис:

| «Пусть памятником тебе будет Всемирный Октябрь» |.